# Lauseeiche (Werra-Meißner-Kreis)
Die Lauseeiche im nordhessischen Werra-Meißner-Kreis ist ein rund 250 Jahre alter Baum, der einst im Bereich dreier Gemarkungen als Grenzmarkierung gepflanzt worden sein soll. Bereits im Jahr 1936 wurde die im Kreuzungsbereich mehrerer Waldwege stehende Eiche als ein Naturdenkmal ausgewiesen.

## Standort
Der alte Baum steht westlich des 383 m hohen Großen Steinbergs, rund zweieinhalb Kilometer südöstlich von Bischhausen und zwei Kilometer nordwestlich von Wichmannshausen. An seinem Standort stoßen die Gemarkungen der ursprünglich selbständigen Dörfer Wichmannshausen, Bischhausen und Hoheneiche aufeinander, die Anfang der 1970er Jahre in die Städte Sontra und Waldkappel sowie in die Gemeinde Wehretal eingegliedert wurden. Rund vierhundert Meter weiter westlich der Lauseeiche, trifft noch die Gemarkung von Mitterode, ein Ortsteil der Stadt Sontra, auf die Gemarkungen von Wichmannshausen und Bischhausen.
In der naturräumlichen Gliederung Deutschlands, die auf der Geografischen Landesaufnahme des Instituts für Landeskunde Bad Godesberg basiert, wird die Landschaft um den Baum dem Hosbach-Sontra-Bergland (357.90) zugeordnet, das als eine Teileinheit des Fulda-Werra-Berglands (357) zu der Haupteinheitengruppe des Osthessischen Berglands gehört.
Die Lauseeeiche befindet sich in einer der zahlreichen Teilflächen des Fauna-Flora-Habitat-Gebiets Werra- und Wehretal, das mit der Gebietsnummer 4825-302 zu dem europaweiten Schutzgebietssystem Natura 2000 gehört. In dem FFH-Gebiet, mit rund 24.500 Hektar Gesamtfläche, sollen die großen zusammenhängenden Buchenwälder als Jagdhabitate des Großen Mausohrs und der Bechsteinfledermaus geschützt werden. Die in Anhang II der FFH-Richtlinie aufgelisteten Fledermäuse gehören zu den „Arten von gemeinschaftlichem Interesse“, für deren Erhaltung nach den Gesetzen der Europäischen Union besondere Schutzgebiete im Natura-2000-Netz eingerichtet werden müssen.

## Die Lauseeiche
Nach der Chronik „800 Jahre Mitterode“, die der örtliche Festausschuss zur Jubiläumsfeier im Jahr 1995 herausgegeben hatte, wurde die Lauseeiche in der Zeit um 1750 bis 1780 gepflanzt. Der Name des alten Baumes, schreibt Adam Ackermann in dieser Chronik, habe nichts mit den Läusen zu tun. Vielmehr deute der Name auf die Bestimmung des Baumes als Grenzzeichen hin. Die ursprüngliche Bezeichnung lautete wahrscheinlich „Loseiche“, und „Los“ nannte man eine Fläche, die markiert oder abgesteckt wurde, um eine klare Abgrenzung zu angrenzenden Parzellen erkennen zu können. Die Benennung kennzeichne daher die Eiche als Grenzbaum und tatsächlich verlaufen die Gemarkungsgrenzen von Wichmannshausen, Bischhausen und Hoheneiche in der Nähe des Wuchsortes.
In der örtlichen Mundart wurde der Baum in Wichmannshausen und Mitterode seit jeher „Luseeiche“ genannt und in Bischhausen und Oetmannshausen „Lüseeiche“. „Lus“ und „Lüs“ sind die ortsüblichen Namen für die parasitisch lebenden Insekten.
Nach dem Deutschen Krieg 1866 wurde die Region, die zum Kurfürstentum Hessen gehörte, durch Preußen besetzt und schließlich annektiert. Für die annektierten Gebiete bedeutete dies, dass sie 1868 eine Verwaltung nach preußischem Muster erhielten. Bei der Anfertigung der neuen Katasterunterlagen haben die preußischen Beamten aus „Lus“ und „Lüs“ eine Laus gemacht. Seitdem erscheint der Name Lauseeiche auf allen Landkarten.
Im Gebiet des Werra-Meißner-Kreises gab oder gibt es noch weitere „Lause-Bäume“. So stand bis Mitte der 1960er Jahre eine „Lausebuche“ an der Straße von Gertenbach nach Hedemünden. Die Gemarkungsgrenze der beiden Orte ist hier außerdem noch die Kreis- und Landesgrenze. Eine weitere „Lausebuche“ steht noch heute an der Grenze zwischen Blankenbach und Süß im Landkreis Hersfeld-Rotenburg. Der noch relativ junge Baum war eine Ersatzpflanzung für eine ältere Buche.
Eine „Lausebuche“ stand auch an der Straße von Germerode nach Rodebach. Der Verfallsprozess des als Naturdenkmal geschützten alten Baumes galt als so alarmierend, dass die Verkehrssicherheit der nahen Landesstraße 3334 als gefährdet galt. Trockenheit und Hitze, Wurzelkappungen beim Straßenbau sowie die Versalzung des Bodens durch Streusalzauswaschungen hatten der „Lausebuche“ so zugesetzt, dass sie Anfang 2020 gefällt werden musste.

## Schutz
In der Liste der Naturdenkmale des Werra-Meißner-Kreises hat die Lauseeiche die Nummer ND 636.139 und wird als „rechtsverbindlich festgesetzte Einzelschöpfung der Natur“ durch das Bundesnaturschutzgesetz besonders geschützt. Anlässlich der Neuregelung des Naturschutzes durch das Naturschutzgesetz vom 26. Juni 1935 wurde die Lauseeiche mit Zustimmung der höheren Naturschutzbehörde unter der laufenden Nummer 26 in das Naturdenkmalbuch des Kreises Eschwege eingetragen und erhielt mit dem Inkrafttreten der Verordnung zur Sicherung von Naturdenkmalen in den Stadt- und Landkreisen des Regierungsbezirks Kassel vom 21. Juli 1936 am 1. November 1936 den Schutz des Reichsnaturschutzgesetzes.

## Besucherhinweis

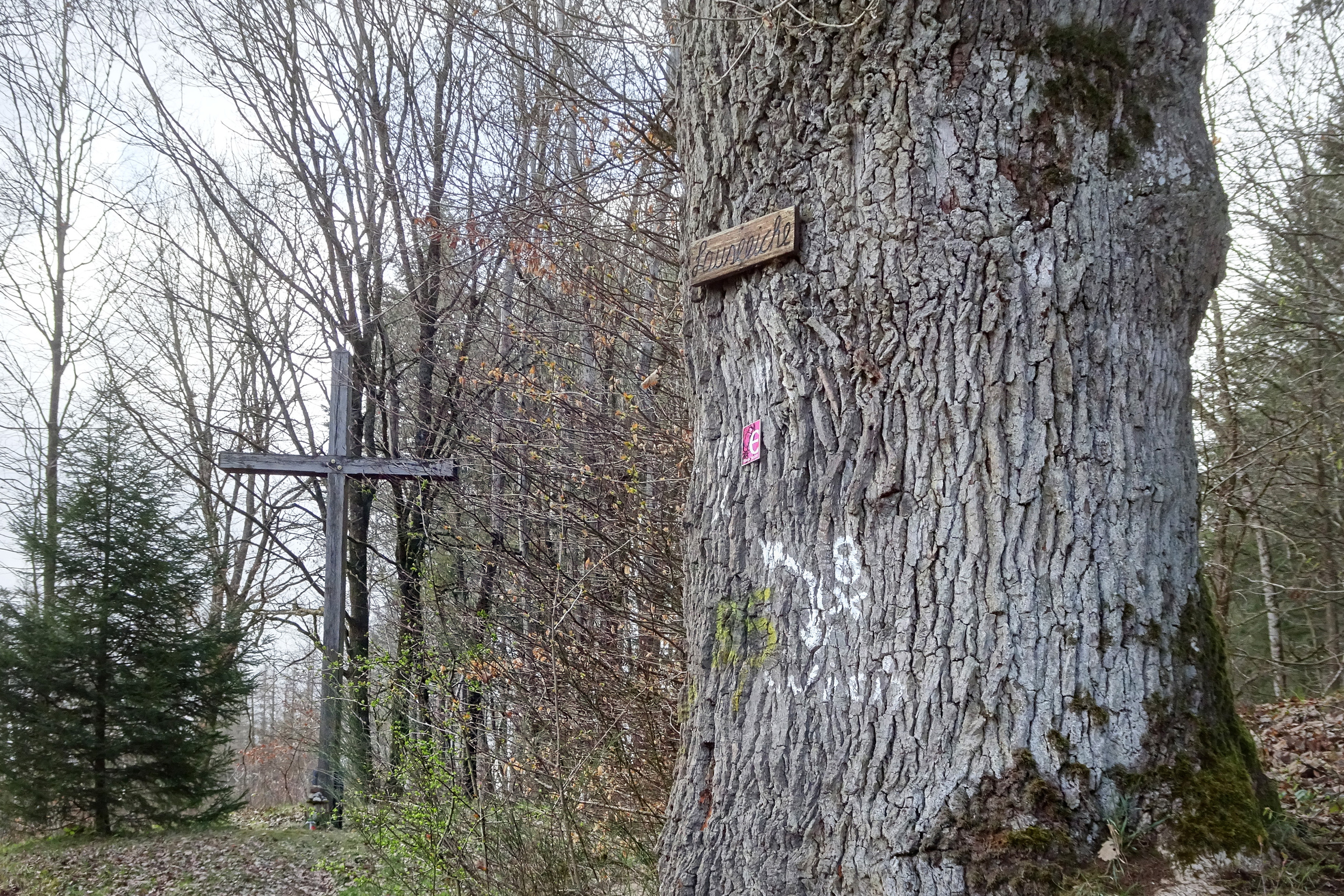
Die Lauseeiche steht an dem Elisabethpfad 2 von Eisenach nach Marburg, der hier auf gleicher Wegesstrecke wie die Fernwanderwege X8 und Barbarossaweg verläuft.

- Die Lauseeiche ist ein beliebtes Wanderziel. Sie steht direkt am Fernwanderweg X8, der hier auf gleicher Wegesstrecke wie der Barbarossaweg und der Elisabethpfad 2 verläuft.
- Seit rund drei Jahrzehnten feiert das Kirchspiel Wichmannshausen, zu dem die Gemeinden Wichmannshausen, Hoheneiche und Mitterode gehören, bei der Lauseeiche am ersten Sonntag im Juli einen „Gottesdienst im Grünen“. Umrahmt wird diese Veranstaltung von einem Gesangverein, Posaunenchor oder einer Flötengruppe.[2]